# Малостуденецкий сельский округ
Малостудене́цкий се́льский о́круг — административно-территориальная единица на территории Сасовского района Рязанской области.
Административный центр — село Малый Студенец.

## История
Законом Рязанской области от 07.10.2004 № 96-ОЗ на данной территории сельского округа было образовано муниципальное образование — Малостуденецкое сельское поселение с сохранением административного центра в селе Малый Студенец.

## Административное устройство
В состав Малостуденецкого сельского округа входят 4 населённых пункта:
1. с. Малый Студенец — административный центр
2. д. Большой Студенец
3. д. Пятаково
4. д. Серовское.